# Magdalena Saad
Pour les articles homonymes, voir Saad.
Magdalena Saad est une joueuse de volley-ball polonaise née le 14 mai 1985 à Łódź. Elle mesure 1,68 m et joue au poste de libero. 

## Clubs
| Club                     | De        | À         |
| ------------------------ | --------- | --------- |
| ŁKS Łódź                 | 1998-1999 | 2002-2003 |
| Dalin Myslenice          | 2004-2005 | 2005-2006 |
| AZS Białystok            | 2006-2007 | 2010-2011 |
| Atom Trefl Sopot         | 2011-2012 | 2011-2012 |
| Lokomotiv VK             | 2012-2012 | 2012-2012 |
| LTS Legionovia Legionowo | 2012-2013 | 2013-2014 |
| Wisła Varsovie           | 2014-2015 | 2017-2018 |
| MKS Jarosław             | 2018-2019 | 2018-2019 |
| PTPS Piła                | 2019-2020 | 2019-2020 |
| ŁKS Łódź                 | 2020-2021 | …         |

## Palmarès
- Championnat de Pologne
  - Vainqueur : 2012.
- Coupe de Pologne
  - Finaliste : 2012.